# Запис јасен код цркве (Брачин)
Запис јасен код цркве (Брачин) се налази на парцели чији је власник Општина Ражањ.

## Локација
| Општина             | Ражањ                                                                       |
| Катастарска општина | Брачин                                                                      |
| Потес               | Село                                                                        |
| Координате          | 43° 46′ 07″ С; 21° 30′ 03″ И / 43.768700000000003° С; 21.500800000000002° И |
| Надморска висина    | 241 m                                                                       |

## Карактеристике
Дендрометријске вредности утврђене на терену и сателитским снимцима:
| Стабло                     | Храст |
| Висина стабла              | m     |
| Обим дебла                 | m     |
| Пречник крошње             | 13 m  |
| Пречник дебла              | m     |
| Висина дебла до прве гране | m     |

## База записа
Запис је у оквиру Викимедија пројекта "Запис - Свето дрво" заведен под редним бројем 1046.